# KHexEdit
KHexEdit（ケーヘックスエディット）は KDE 用のバイナリエディタである。

## 機能
バイナリファイルの生データを編集できる。検索や置換機能、ブックマーク、多くの設定オプション、ドラッグ・アンド・ドロップのサポートなどがある。
ファイルを開くと、データ編集ウィンドウ内に16進数で中身が表示される。8進数、2進数や10進数で表示させることもできる。